# Ryszard Zub
Ryszard Zub, né le 24 mars 1934 à Gołogóry (Pologne, aujourd’hui en Ukraine) et décédé le 11 janvier 2015, est un escrimeur polonais pratiquant le sabre. Il a remporté deux fois le titre mondial au sabre par équipes en 1961 et 1963.

## Palmarès
- Jeux olympiques :
  -  Médaille d’argent au sabre par équipe aux Jeux olympiques de 1956 à Melbourne.
  -  Médaille d’argent au sabre par équipe aux Jeux olympiques de 1960 à Rome.
  -  Médaille de bronze au sabre par équipe aux Jeux olympiques de 1964 à Tokyo.
- Championnats du monde d'escrime
  -  Champion du monde de sabre par équipes aux championnats du monde de 1961 à Turin
  -  Champion du monde de sabre par équipes aux championnats du monde de 1963 à Gdansk